# ジルベルト・フレイレ
ジルベルト・デ・メロ・フレイレ（Gilberto de Mello Freyre, 1900年3月15日 - 1987年7月18日）は、ブラジルの社会学者、文化人類学者、歴史家、ジャーナリスト、政治家。20世紀のブラジルを代表する文化人であり、代表作である『大邸宅と奴隷小屋』(Casa-Grande & Senzala) は、植民地時代のブラジルにおけるプランテーション（大農園）での家父長制下の社会と生活を描いたもので、欧米各国で翻訳され西洋思想の古典として高い評価を受けている。

## 生涯

### 大学院修了まで
ブラジル北東部（ノルデステ）ペルナンブーコ州の州都レシフェ市の、砂糖きび農園を経営する旧家に生まれた。農園主の一族としては金銭的に恵まれない生活を送っていたが、教師であり法律家であった父親アルフレッド・フレイレの元でエリート教育を受けて育った。1907年から1917年まで南部バプテスト連盟が設立したプロテスタント系のミッションスクール（現在のコレジオ・アメリカーノ・バティスタ）に通い、卒業に前後してバプテスト教会の信者となった。卒業後しばらくレシフェで布教活動を行い、1918年バプテスト教会の奨学金を得て、神学を学びにアメリカ合衆国テキサス州にある同じく南部バプテスト連盟が設立したベイラー大学へ留学した。
当時の多くのブラジルの知識人同様に進歩的かつ自由主義的な考え方を持っていた父親に影響され、アメリカの反ブルジョワ的なキリスト教に憧れを持っていたと、後にフレイレは語っている。しかし、アメリカで待ち受けていたのはクー・クラックス・クランの集団や、黒人へのリンチ殺人といった厳しい人種差別の現実であった。やがて米国のプロテスタントへの疑問を抱くようになり、さらに非洗礼者であった父親がバプテストの学校で教鞭をとることに教会が批判的であったこともあり、宣教師への道を諦めた。卒業論文のテーマは、テキサスのマイノリティの社会学的な調査だったが、大学に評価されることはなかった。ベイラー大学の在学中に、1825年に創刊されたラテンアメリカ最古の日刊紙『ディアリオ・デ・ペルナンブーコ』への寄稿を始め、ベイラー大学の英文学者ジョゼフ・アームストロングから高い評価を受けた。
1920年にベイラー大学を卒業し、同年秋、ニューヨークのコロンビア大学大学院に進学。政治学部で人類学者フランツ・ボアズに師事し、その門下で多大な影響を受けた。ポアズは文化相対主義を唱え、人間集団の格差を人種的・地理的な要因と文化的・環境的な要因に分けて考えた。1922年、19世紀におけるブラジルの奴隷とイギリスの労働者の生活を比較した修士論文『19世紀中葉ブラジルにおける社会生活』を提出し、修士号を得た。この論文は、米国のラテンアメリカ研究誌『ヒスパニック・アメリカン・ヒストリカル・レヴュー』に掲載された。

### 秘書官、そして亡命時代
コロンビア大学大学院修了後は、ヨーロッパ各国を訪問し研究者と交流、1923年にブラジルに帰国し『ディアリオ・デ・ペルナンブーコ』紙において文筆活動を開始した。1927年、父方の親族がペルナンブーコ州知事に就任した際に請われ、その秘書官に就任。1928年、ペルナンブーコ師範学校にブラジル初の社会学の教員として招かれたが、1930年10月のジェトゥリオ・ドルネレス・ヴァルガスによる軍事クーデター（ヴァルガス革命）でオリガルキー的な政治姿勢をとっていた知事と共に職を追われ、バイーア州とアフリカ大陸を経由して、ポルトガルのリスボンへ2年間の亡命を余儀なくされた。この間にポルトガルや米国で『大邸宅と奴隷小屋』の資料収集を行った。1931年2月、カリフォルニア州のスタンフォード大学に客員教授として招かれ春学期の講義を行った後、再びドイツを経由してポルトガルに戻った。結果として、この亡命期間がより研究を進め関心をさらに深めることになった。

### 帰国後
1932年にブラジルへ帰国。翌1933年、『大邸宅と奴隷小屋』を出版し、3つの人種と文化（ポルトガルの白人、先住民族のインディオ、奴隷としてアフリカから連れてこられた黒人）の混血と融合によるブラジル独自の国民形成を解釈した新しい視点を世に示した。この著作は、西洋から否定的に見られてきた熱帯気候と混血化というブラジル社会の現実を肯定し、それまでブラジル人自身が持っていた西洋との劣等感を打ち破る原動力として評価された。1936年、19世紀における家父長制の衰退を書いた『都市の大邸宅と掘立小屋』、1937年、砂糖産業下の生活を書いた『ノルデステ』を発表。依然としてヴァルガス政権とは緊張関係にあったが、ポルトガルの独裁者アントニオ・サラザールとは親密な関係を深めていった。
1940年以降レシフェ郊外に住居を構え、議員時代リオデジャネイロ市にいた2年間を除き、1987年に死去するまでそこで暮らした。世界的な知名度が増すと共に海外の諸大学から教授として招かれたが、客員教授として短期間の講義を行うにとどまった。1944年のインディアナ州立大学での講義は、代表作の一つに挙げられる『ブラジル 一つの解釈』となった。1945年同年10月の軍事クーデターによってヴァルガスが大統領の座から失脚した後、1946年にブラジル連邦下院議員に当選し、新憲法制定に関わった。1948年、ノルデステの総合的な研究機関であり、19世紀ブラジルの奴隷制廃止運動家ジョアキン・ナブーコの名を冠するジョアキン・ナブーコ社会調査研究所をレシフェに設立し、研究所設立への貢献を評価され研究所長を務めた。1953年、奴隷制廃止後の家父長制の終焉を書いた『進歩と秩序』を発表。第二次世界大戦後もポルトガルのサラザール政権との関係は良好であり、同年サラザールの要請を受け、ポルトガルの海外植民地を訪れている。
1964年の軍事クーデターではクーデター側を支持し、反共保守派とされた。同年、アスペン賞受賞。1968年、ドイツ・ミュンスター大学の名誉博士号を授与された。1981年、スペイン国王フアン・カルロス1世よりイベロアメリカ共同研究所最高顧問に任命された。1987年、死去。

## 関連図書
- ジルベルト・フレイレ著『大邸宅と奴隷小屋 ブラジルにおける家父長制家族の形成 上』鈴木茂訳、日本経済評論社、2005年、ISBN 4-8188-1727-9
- ジルベルト・フレイレ著『大邸宅と奴隷小屋 ブラジルにおける家父長制家族の形成 下』鈴木茂訳、日本経済評論社、2005年、ISBN 4-8188-1728-7
- 今井圭子編著『ラテンアメリカ 開発の思想』日本経済評論社、2004年、ISBN 4-8188-1719-8